# St. Peter und Paul (Feigenhofen)

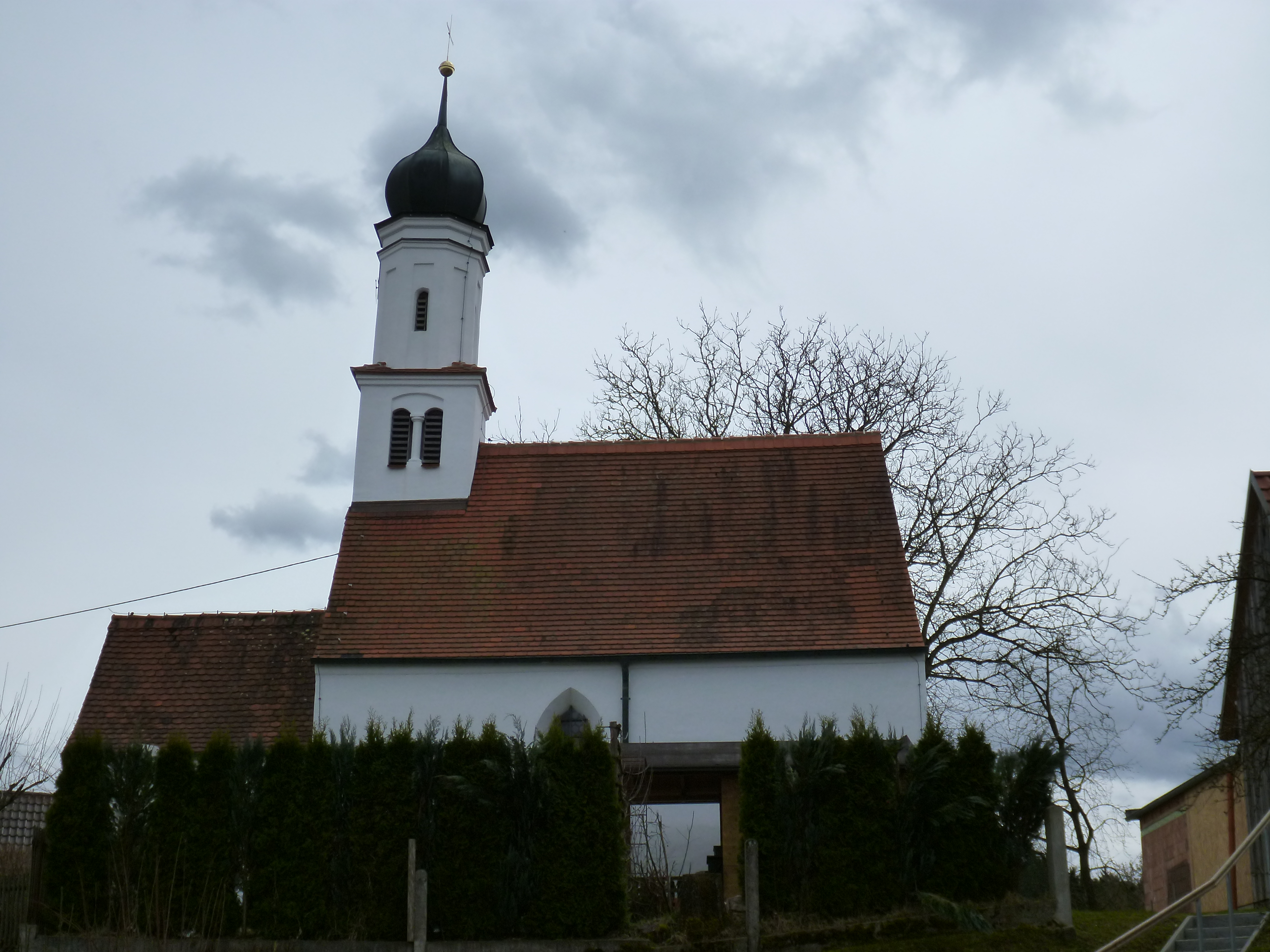
St. Peter und Paul in Feigenhofen

Die römisch-katholische Filialkirche St. Peter und Paul in Feigenhofen, einem Ortsteil der Gemeinde Biberbach im Landkreis Augsburg, geht auf eine Gründung des 10. bis 12. Jahrhunderts zurück. Sie steht unter dem Patrozinium der Heiligen Petrus und Paulus; ein weiterer Kirchenpatron ist der Heilige Bartholomäus.

## Geschichte
Mittelalterliche und frühneuzeitliche Befunde im Bereich der Kirche weißen auf eine Errichtung des romanischen Chores Ende des 10. Jahrhunderts, möglicherweise auch erst im 12. Jahrhundert. Das Kirchenpatronat befand sich im Mittelalter in den Händen der Marschälle von Pappenheim. Im 15. Jahrhundert wurde ein neues gotisches Langhaus erbaut. Hans Marschall von Pappenheim verkaufte die Herrschaft Biberbach mit Feigenhofen am 16. Juni 1514 für 32.000 Gulden an Jakob Fugger, der ein Fuggersches Oberamt mit Sitz auf der Burg Markt errichtete. Damit verbunden fiel auch das Kirchenpatronat an die Familie Fugger.
Das kleine Gotteshaus besaß bis mindestens 1580 den Charakter einer Pfarrkirche mit eigenem Seelsorger. Darauf erfolgte die Degradierung Feigenhofens, mit Baletshof, Dennhof und Dennhofmühle zur Filiale der katholischen Pfarrei Sankt Jakobus major in Biberbach. Jedoch wurde St. Peter und Paul ein eigenes Benefizium gestiftet. Um 1670 erfuhr die Kirche eine Umgestaltung im Barockstil. 2010 fand mit Zuschuss des bayerischen Landesamtes für Denkmalpflege eine Restauration statt. Die Gesamtkosten betrugen 225.000 Euro. Die Maßnahmen waren bis 2012 abgeschlossen. 

## Beschreibung
Die Kirche ist ein einschiffiger Saalbau mit Dachreiter und einem quadratischen Chor. Zur barocken Ausstattung zählen drei Altäre, mehrere Heiligenfiguren und ein Kruzifix.